# Fujiwara no Teishi
Fujiwara no Teishi (藤原 定子), född 977, död 13 januari 1001, var en japansk kejsarinna (990-1001), gift med kejsar Ichijō. Hon har även kallats Fujiwara no Sadako. Hon skildras av sin hovdam Sei Shōnagon i den berömda Kuddboken. 

## Biografi
Teishi var äldsta dotter till Fujiwara no Michitaka, kejsarens regent 990-95. Hon gifte sig vid fjorton års ålder med kejsaren, när denne myndighetsförklarades vid elva års ålder. I samband med giftermålet utnämndes hennes far till kejsarens regent, medan hon själv fick titeln kejsarinna: 995 blev hennes syster gift med kejsarens kusin och tronföljare.  Teishis hov var ett centrum för kultur och litteratur, och Sei Shōnagon blev hennes hovdam år 993. 
Teishis ställning försämrades kraftigt år 995, när hennes föräldrar avled och hennes far efterträddes som regent av hennes farbror Fujiwara no Michinaga (regent 995-1017), som varit hennes fars rival, och hennes bröder förvisades. Hennes kusin Fujiwara no Shōshi blev kejsarens andra maka, och utnämndes även till kejsarinna: regenten såg till att hans dotter utnämndes till kejsarinnetiteln Chūgū, medan Teishi fick kejsarinnetiteln Kōgō, vilket var första gången en japansk kejsare hade två kejsarinnor. Åren från 996 och framåt skildras som år av förödmjukelse för Teishi. Hon avled i barnsäng. 
Barn
- Shūshi-naishinnō (f. 997)
- Atsuyasu-shinnō (f. 999)
- Bishi-naishinnō (f. 1001)